# 阿爾塔什達
阿爾塔什達（?—1874年），喀尔喀蒙古车臣汗部人，博尔济吉特氏。清朝第十六代车臣汗。
阿爾塔什達是第十五代车臣汗恩克圖嚕的儿子。嘉庆二十二年（1817年），恩克圖嚕得病，于是因病被嘉庆帝免去车臣汗的爵位，阿爾塔什達袭封车臣汗。阿爾塔什達在位五十八年，历经嘉庆帝、道光帝、咸丰帝、同治帝、光绪帝五代皇帝。咸丰十一年（1861年）七月二十二日授阿爾塔什達库伦办事大臣，同治十三年（1874年）八月二十一日卒。光绪元年（1875年），其子車林多爾濟袭封车臣汗。